# Parafia św. Szczepana w Rymaniu
Parafia pw. Świętego Szczepana w Rymaniu – rzymskokatolicka parafia należąca do dekanatu Świdwin, diecezji koszalińsko-kołobrzeskiej, metropolii szczecińsko-kamieńskiej. Została utworzona w 1968 roku. Siedziba parafii mieści się przy ulicy Koszalińskiej.

## Miejsca święte

### Kościół parafialny
Kościół pw. św. Szczepana w Rymaniu
Kościół parafialny został zbudowany w 1933, poświęcony 1945.

### Kościoły filialne i kaplice
- Kościół pw. Oczyszczenia Najświętszej Maryi Panny w Dębicy
- Kościół pw. Najświętszej Maryi Panny Królowej Polski w Rzesznikowie